# Riu Luza
El riu Luza (en rus Луза) passa per l'óblast de Vólogda, de Kírov i per la República de Komi, a Rússia. És l'afluent més important del riu Iug. Forma part de la conca hidrogràfica del Dvinà Septentrional. Té una longitud de 574 km i una cona de 18.300 km². Es glaça d'octubre a maig. És navegable al seu curs inferior.